# St. Mauritius (Reyersbach)

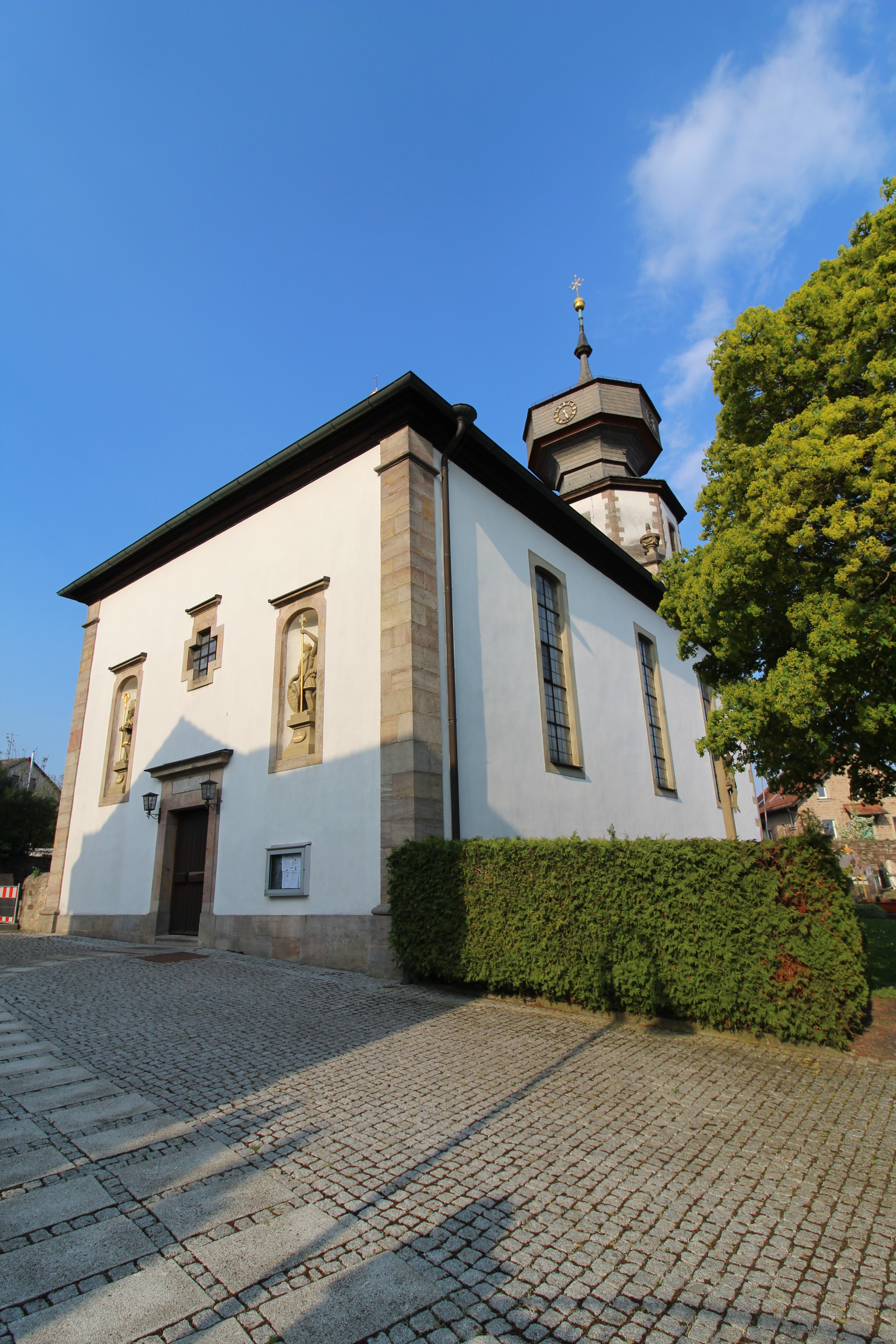
Die Kirche in Reyersbach

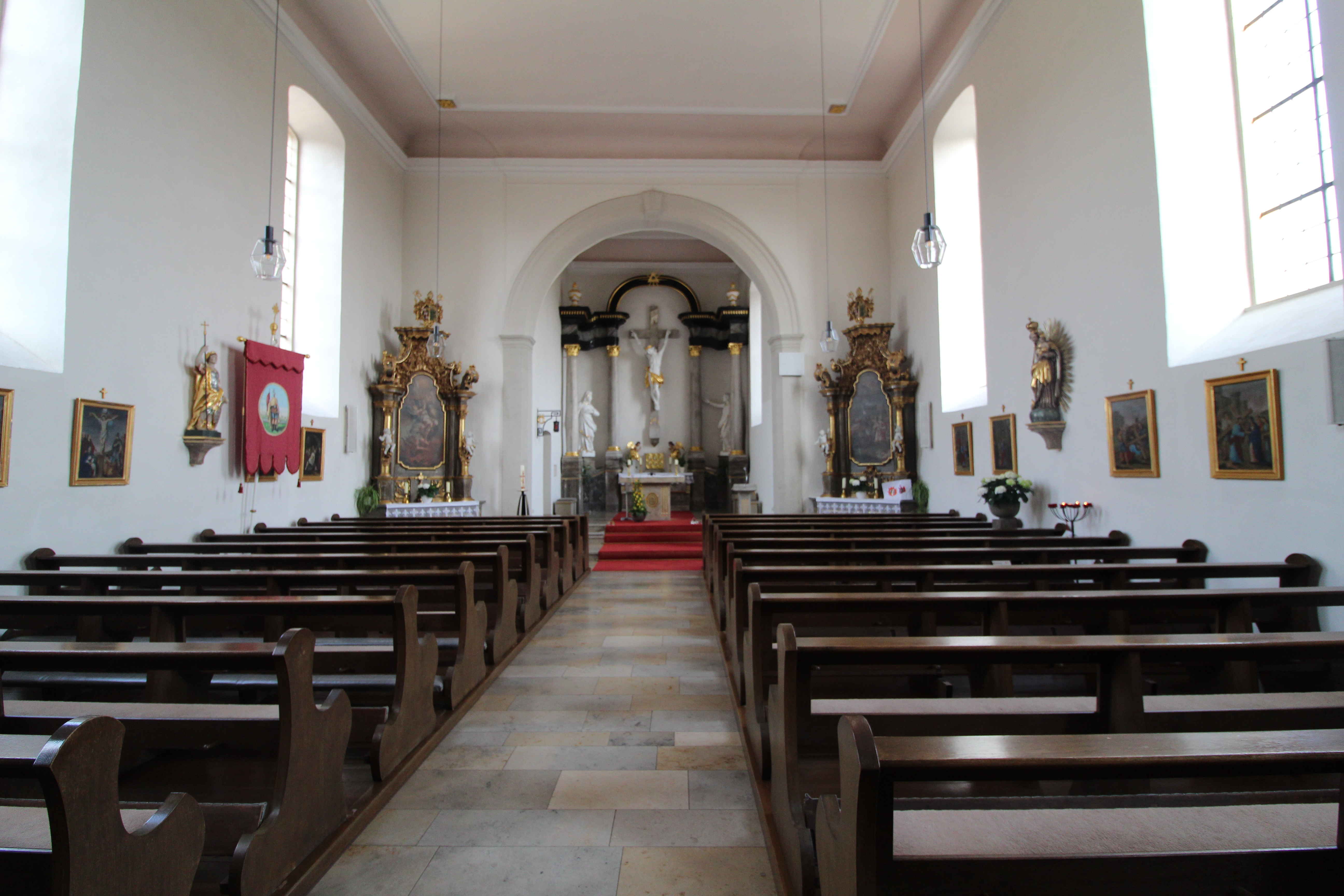
Das Innere der Kirche

Die römisch-katholische Kirche St. Mauritius ist eine Kirche im bayerischen Reyersbach, einem Ortsteil der Gemeinde Bastheim im unterfränkischen Landkreis Rhön-Grabfeld. Sie gehört zu den Baudenkmälern in Bastheim und ist unter der Nummer D-6-73-116-26 in der Bayerischen Denkmalliste registriert.
Die Kirche ist dem heiligen Mauritius geweiht.

## Geschichte
Eine erste Kirche im Ort soll bereits im Jahr 1015 eingeweiht worden sein. Im Jahr 1615 entstand ein weiterer Kirchenbau, der im Jahr 1797 einem Dorfbrand zum Opfer fiel. Große Teile des Ortes wurden dabei zerstört. Im Jahr 1799 wurde der Bau der heutigen St.-Mauritius-Kirche vollendet. Der vasenförmige Wehrturm ist im romanischen Stil gestaltet. Der klassizistische Hochaltar mit vier Säulen entstand Ende des 18. Jahrhunderts. Die beiden Seitenaltäre im Barockstil stammen aus Bildhausen. Die Schnitzarbeiten der Kirche schuf Johann Joseph Keßler.